# Worlds Apart (album de Trail of Dead)
Pour les articles homonymes, voir Worlds Apart.
Albums de …And You Will Know Us by the Trail of Dead
The Secret of Elena's Tomb
(2003) So Divided
(2006)
Worlds Apart est un album du groupe rock …And You Will Know Us by the Trail of Dead paru en 2005.

## Liste des titres
1. "Ode to Isis" – 1:16
2. "Will You Smile Again?" – 6:50
3. "Worlds Apart" – 2:55
4. "The Summer of '91" – 3:12
5. "The Rest Will Follow" – 3:20
6. "Caterwaul" – 4:52
7. "A Classic Arts Showcase" – 5:47
8. "Let It Dive" – 4:45
9. "To Russia My Homeland" – 1:25 (avec la participation de la violoniste Hilary Hahn)
10. "All White" – 1:49
11. "The Best" – 4:47
12. "The Lost City of Refuge" – 3:50